# Берёзовая узкотелая златка
Берёзовая узкотелая златка, или узкозлатка берёзовая (лат. Agrilus betuleti) — вид жуков из семейства златок.

## Описание
Длина тела имаго 4—6,5 мм. Тело одноцветное, чёрное или оливково-чёрное, с расплывчатым блеском; иногда переднеспинка на боках, лоб и грудная сторона тела синевато-зелёные. Развиваются на берёзе. Присутствуют в Швеции.

## Синонимы
В синонимику вида входят следующие названия:
- Agrilus betuleti betuleti Ratzeburg, 1837[5]
- Agrilus foveicollis Marseul, 1869[6]
- Agrilus impressicollis Marseul, 1866[6]
- Agrilus tristis Fugner, 1891[6]